# Einleitungsvortrag über Jargon
Einleitungsvortrag über  Jargon ist ein Vortrag von Franz Kafka aus dem Nachlass, den er im Februar 1912 als Einleitung für einen Rezitationsabend seines Freundes Jizchak Löwy gehalten hat. Sein Gegenstand ist das Verständnis des Jargons, also des Jiddischen, bei assimilierten Juden.

## Entstehung
Kafka ließ sich durch seine Freundschaft mit Löwy bald von dessen Begeisterung für jüdisches Theater anstecken, wie er es auch in dem Fragment Vom jüdischen Theater schildert. Kafka sah aber auch die vielfältigen Schwierigkeiten, die diese Theatertruppe aus Osteuropa, die überwiegend jiddisch sprach, in Prag vorfand. Kafka schildert in seinen Tagebüchern, wie er sie mit vielen organisatorischen Hilfestellungen unterstützte, was für ihn selbst allerdings auch sehr beschwerlich und enervierend war.
Der Einleitungsvortrag über Jargon ist eine ebensolche Hilfe für die vorgesehenen Rezitationen Löwys, denn das Jiddische war nicht nur bei den Prager Juden, sondern den meisten westlichen, assimilierten Juden ungebräuchlich. Man identifizierte sich nicht damit, sondern mit der deutschen Hochkultur.
Der Vortrag entstammt den Aufzeichnungen im Rahmen der sogenannten Konvolute, das vorliegende als Konvolut Einleitungsvortrag über Jargon bezeichnet.
Das Fragment ist nicht in allen handelsüblichen Kafka-Ausgaben zu finden, wird aber von aktuellen Biographen und Publikationen erwähnt. (Siehe Peter-André Alt Kafka Der ewige Sohn, Reiner Stach Kafka Die Jahre der Entscheidungen, Internetauftritt The Kafka-Projekt von Mauro Nervi mit dem Text.)

## Inhalt
Zunächst versichert Kafka dem Publikum, dass es mehr Jargon verstehen würde, als es glaube. Manche hätten Angst vor dem Jargon und das sei verständlich. Die westeuropäischen geordneten Verhältnisse, die man gewohnt sei, verhinderten es, den verwirrten Jargon zu verstehen. Kafka bezeichnet den Jargon als jüngste europäische Sprache, im Ausdruck kurz und rasch, ohne Grammatik und nur aus Fremdworten und Dialekt bestehend, aber auch mit Wurzeln im Mittelhochdeutschen. Es sei keine Weltsprache, nur die Gaunersprache entnehme ihr manches.
Mit einer ironischen Wendung postuliert Kafka, sich selbst widersprechend, dass er wohl die meisten überzeugt habe, kein Wort des Jargon zu verstehen und dass auch keine „Augenblickserklärung“ helfen könne. Er umreißt nun kurz die drei Gedichte, die Löwy vortragen wird. Er appelliert an die Zuhörer, den Jargon fühlend zu verstehen; nicht klagend das Unverständnis zu bekunden, sondern sich still dem Jargon mit Furcht und Selbstvergessenheit hinzugeben. Diese Gefühle werden sich aber verlieren, da nur ein einziger Vortragsabend die Erinnerung nicht aufrecht halten kann.

## Textanalyse
Im Gegensatz zum jüdischen Theater ist bei der Gedichtrezitation Körpersprache und äußere Dramatik reduzierter, also sind die Anforderungen an das Sprachverständnis höher. Dieses Sprachverständnis versucht Kafka mit seinem Text z. T. mit Widersprüchlichkeiten, Relativierungen und einem Herantasten an tatsächliche oder vermeintliche Widerstände des Publikums gegen das Jiddische zu erreichen.
Sein Appell lautet, den Jargon als emotionales Moment ohne rationale Reflexion, als Medium der Kommunikation jenseits der Schrift zu sehen.
Kafka verwendet zur Beschreibung des Jargons Begriffe der schnellen Bewegung wie „kurz und rasch, Eile und Lebhaftigkeit; das Treiben der Sprache, der Jargon kommt nicht zur Ruhe“, wer vom Jargon ergriffen ist, wird seine „frühere Ruhe nicht mehr wiedererkennen“.

## Bezug zu anderen Kafka-Werken
In seiner letzten Erzählung Josefine, die Sängerin oder Das Volk der Mäuse aus dem Sammelband Ein Hungerkünstler hat Kafka Verschiedenes aufgegriffen, was Assoziationen an den vorliegenden Vortrag erzeugt. Das unvollkommene Pfeifen der Künstlerin Josefine, das eigentlich auch jede andere Maus beherrscht, wird von verschiedenen Interpreten als Hinweis auf den Begriff mauscheln gewertet, wie man die Ausdrucksweise der Juden bezeichnet. Auch in der Beschreibung des Mäusevolkes, das stellvertretend für das jüdische Volk steht, werden dort Begriffe verwendet wie „von Hast, Ruhelosigkeit, mitten im Tumult“, die wiederum an die Wesensmerkmale des Jargons erinnern.

## Zitat
- Durch Übersetzung ins Französische z. B. kann Jargon den Franzosen vermittelt werden, durch Übersetzung ins Deutsche wird er vernichtet. „Toit“ z. B. ist eben nicht „tot“ und „Blüt“ ist keinesfalls „Blut“.

## Ausgabe
- Franz Kafka: Nachgelassene Schriften und Fragmente I. Hrsg. von Malcolm Pasley. S. Fischer Verlag, Frankfurt a. M. 1993, ISBN 3-10-038149-1, S. 188–193.

## Sekundärliteratur
- Peter-André Alt: Franz Kafka: Der ewige Sohn. Eine Biographie. C.H. Beck, München 2005, ISBN 3-406-53441-4.
- Reiner Stach: Kafka. Die Jahre der Entscheidungen. S. Fischer Verlag, Frankfurt a. M. 2004, ISBN 3-596-16187-8.
- Wendelin Schmidt-Dengler: Die Vielfalt in Kafkas Leben und Werk. Vitalis-Verlag 2005, ISBN 3-89919-066-1 und ISBN 80-7253-162-X.
- Kazuo Ueda: Franz Kafka und die jiddische Literatur (II): Über M. Pinès' "L'histoire de la littérature Judéo-Allemande".  高知大学学術研究報告. 人文科学編 (通号 32) 1983, S. 1–33 (online abrufbar)